# Saint-Aubin-de-Scellon
Saint-Aubin-de-Scellon é uma comuna francesa na região administrativa da Normandia, no departamento de Eure. Estende-se por uma área de 13,57 km². Em 2010 a comuna tinha 345 habitantes (densidade: 25,4 hab./km²).